# Emile Wauters

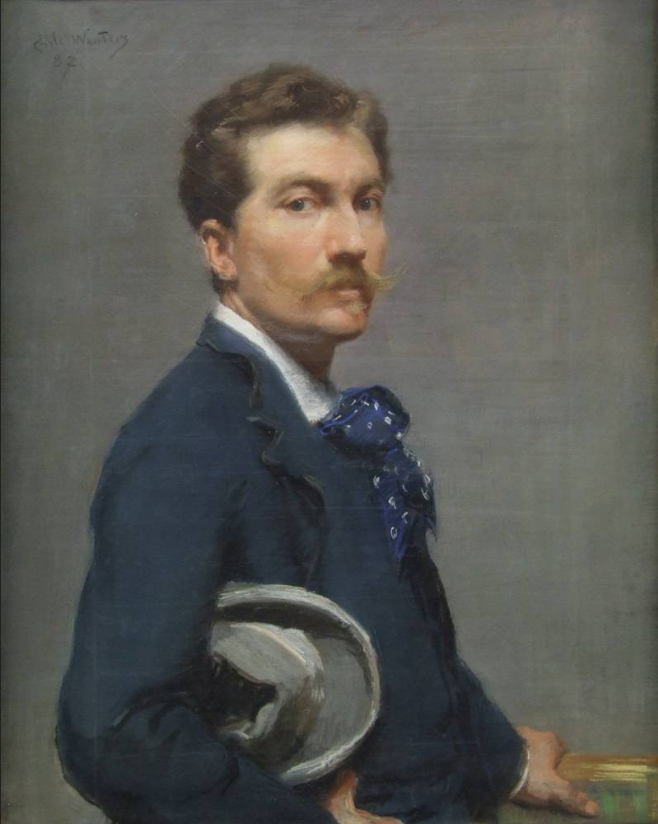
Emile Wauters Selbstporträt (1887)

Charles Emile Marie Wauters (* 19. November 1846 in Brüssel; † 11. Dezember 1933 in Paris) war ein belgischer Maler.
Wauters genoss vier Jahre lang den Unterricht von Jean-François Portaels, ging dann nach Paris, wo er sich Jean-Léon Gérôme anschloss, und von da nach Italien und Deutschland. Nachdem er mit seinem Werk Die schöne Edith, den Leichnam Haralds auf dem Schlachtfeld von Hastings findend die Aufmerksamkeit des Direktors Adolphe van Soust de Borkenfeldt auf sich gezogen hatte, sandte ihn die Regierung auf dessen Veranlassung anlässlich der Eröffnung des Sueskanals am 17. November 1869 nach Ägypten, von wo er eine große Anzahl von Skizzen und eine Reihe von Genrebildern mitbrachte und wohin er auch später noch zurückkehrte. 1890 ließ er sich in Paris nieder.
Neben seinen Ölgemälden, deren Thematik er frei wählte, nahm Wauters aber auch immer wieder Auftragsarbeiten an; wie zum Beispiel 1876, als er für das Rathaus von Brüssel Maria von Burgund, die Privilegien der Stadt Brüssel beschwörend und Johann III. von Brabant überlässt den Brüsseler Zünften das Recht der Bürgermeisterwahl malte.
1888 bekam Wauters den Orden Pour le Mérite für Wissenschaften und Künste verliehen. 1926 wurde er als auswärtiges Mitglied in die Académie des Beaux-Arts aufgenommen. Seit 1882 war er Mitglied der Académie royale des Sciences, des Lettres et des Beaux-Arts de Belgique (Classe des Beaux-Arts).

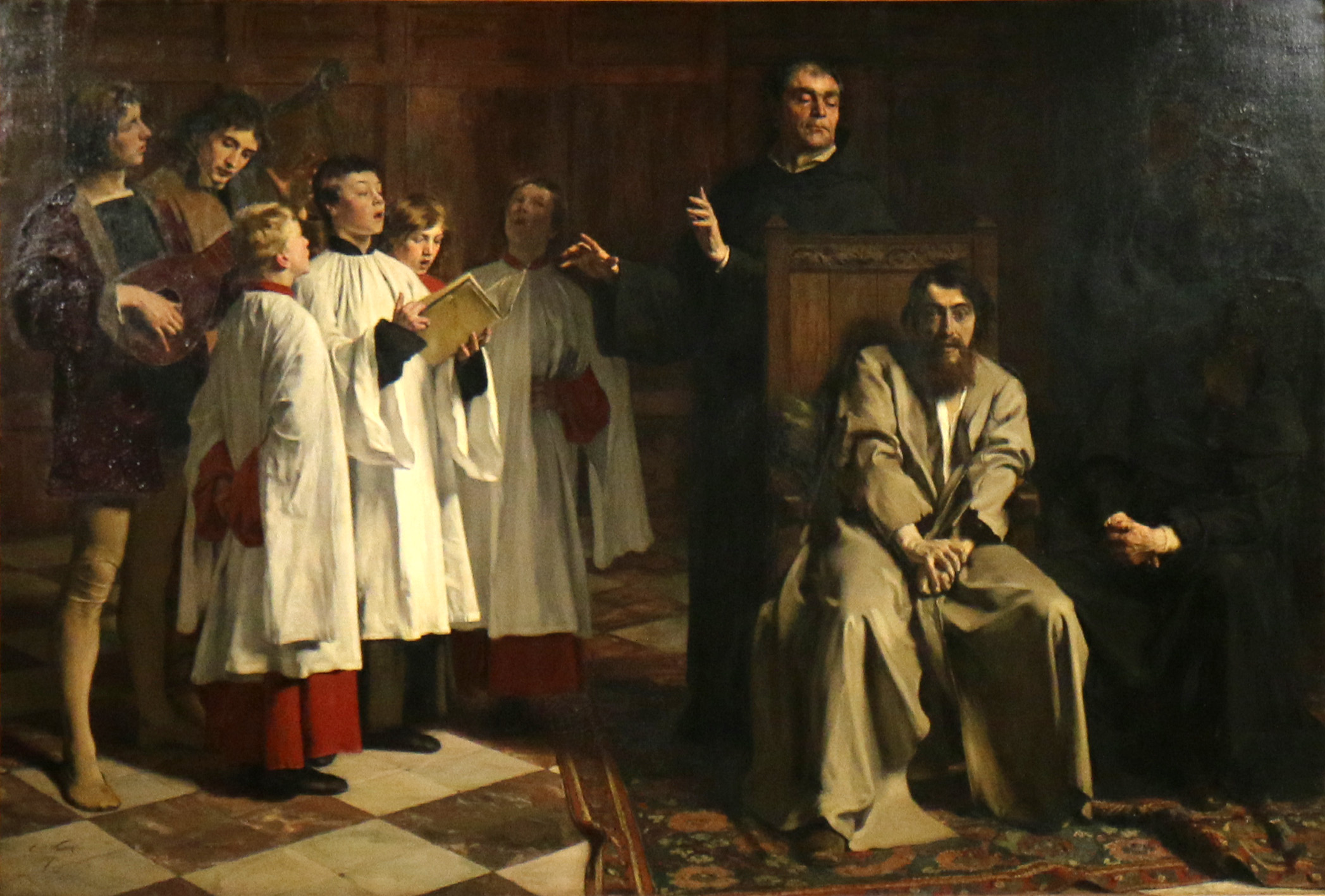
Der Wahnsinn des Hugo van der Goes (1872)
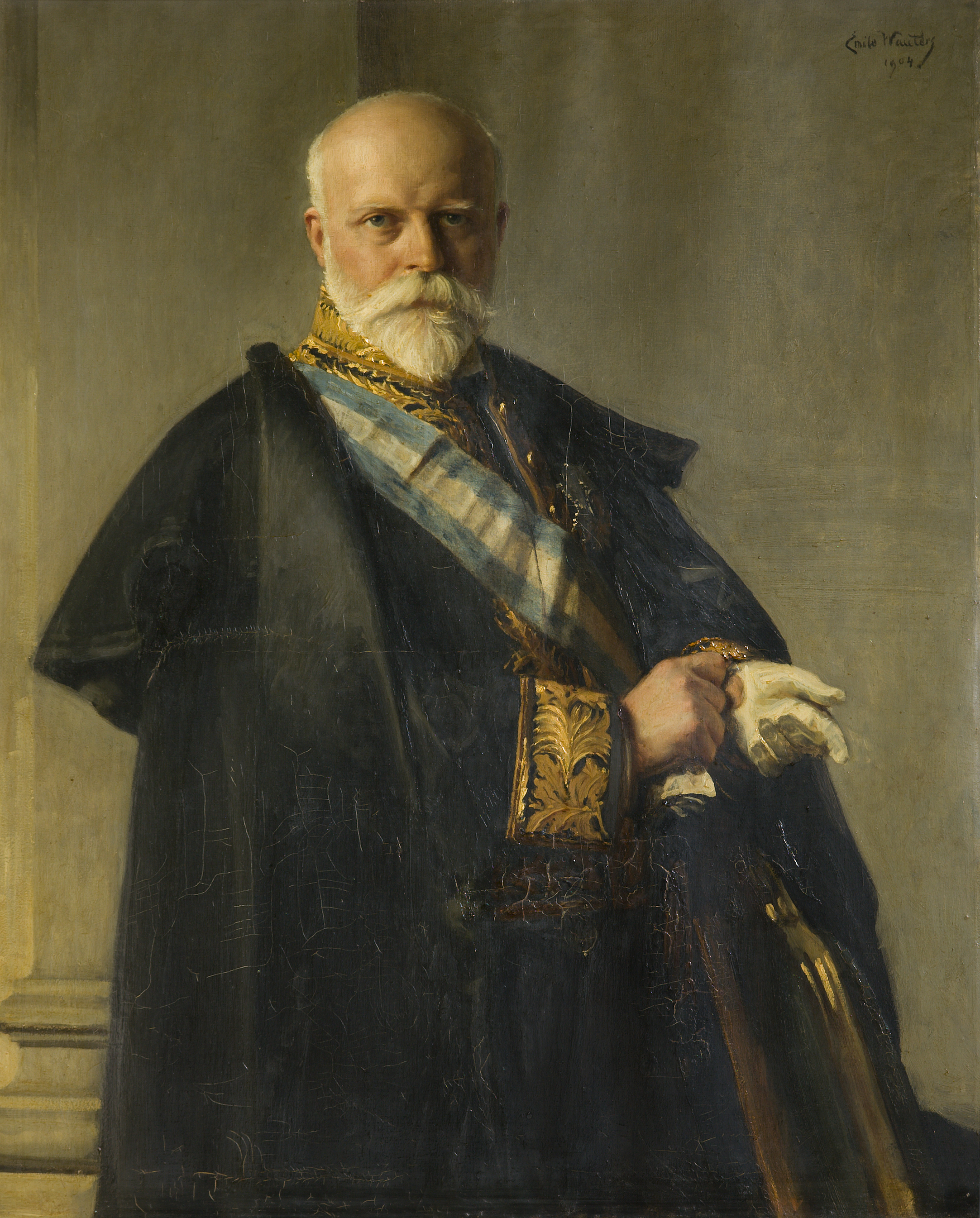
Der Herzog von Ursel (1904)

## Rezeption
Wauters Geschichtsbilder zeichnen sich durch wohlabgerundete Komposition, feine Charakteristik und glänzende Färbung aus. Noch hervorragender ist seine Bildnismalerei, wobei er sich bisweilen, aber in durchaus modern-selbständiger Auffassung, an Velázquez anschließt. Mit feinem Geschmack im Arrangement verbindet er eine Kunst der Charakterisierung, welche das Wesen der Dargestellten völlig zu erschöpfen weiß. Er porträtierte u. a. die Prinzessin Clementine von Belgien. Wauters war Mitglied der Kunstakademien zu Berlin und München und trug die große goldene Medaille der Berliner Ausstellung.

## Werke (Auswahl)
- Die schöne Edith, den Leichnam Haralds auf dem Schlachtfeld von Hastings findend.
- Maria von Burgund, um das Leben ihrer Räte Hugonet und d'Himbercourt flehend, 1871.
- Der Wahnsinn des Hugo van der Goes, 1871.